# Sông Ayun
Sông Ayun là một phụ lưu của sông Ba, chảy hoàn toàn trên địa phận tỉnh Gia Lai, Việt Nam .
Sông có chiều dài 192 km và diện tích lưu vực là 2.855 km² .

## Dòng chảy
Sông bắt nguồn từ các suối ở phía bắc xã xã Ayun huyện Mang Yang với tên đăk A Yun.14°13′08″B 108°19′03″Đ / 14,218878°B 108,317481°Đ
Sông chảy hướng tây nam, làm ranh giới huyện Chư Sê và Mang Yang.
Từ đó sông đổi hướng nam và đông nam, và có tên là Ia A Yun.13°35′01″B 108°15′27″Đ / 13,583599°B 108,25756°Đ
Sông đổ vào sông Ba ở thị xã Ayun Pa.13°24′30″B 108°27′38″Đ / 13,408276°B 108,460546°Đ